# 方仁
方仁（1453年—？），字行恕，江西廣信府弋陽縣人，民籍，明朝政治人物。

## 生平
江西鄉試第二十四名舉人。成化二十三年（1487年）中式丁未科會試第二百五十九名，二甲第七十名進士。弘治十三年（1500年）七月由刑部员外郎升湖广按察司佥事。

## 家族
曾祖方仕安；祖父方道隱；父方景元，母葉氏；繼母馮氏。具庆下。